# Löwenstamm & Spitz

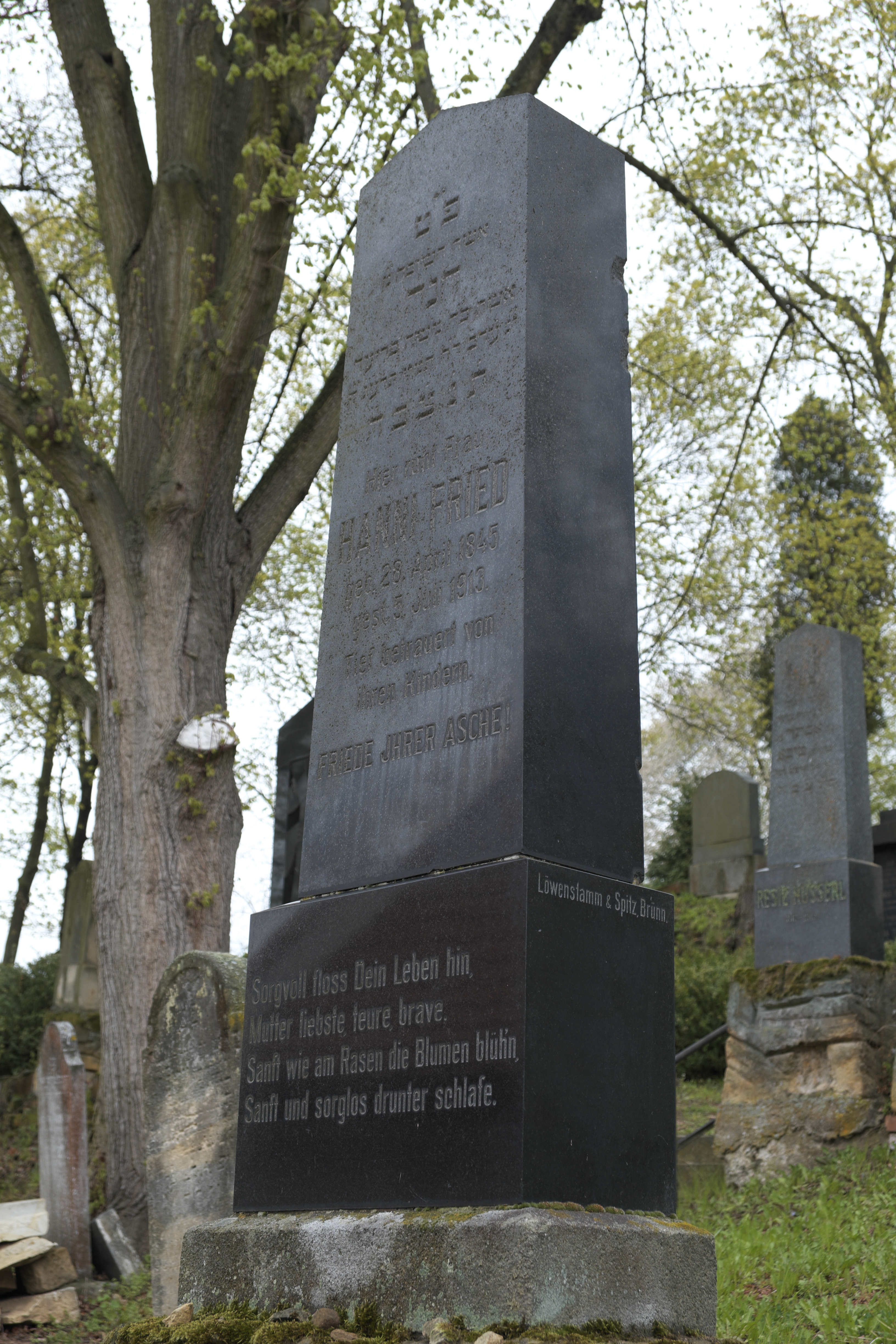
Grabstein mit Signatur „Löwenstamm & Spitz, Brünn“ (seitlich) auf dem jüdischen Friedhof in Boskovice

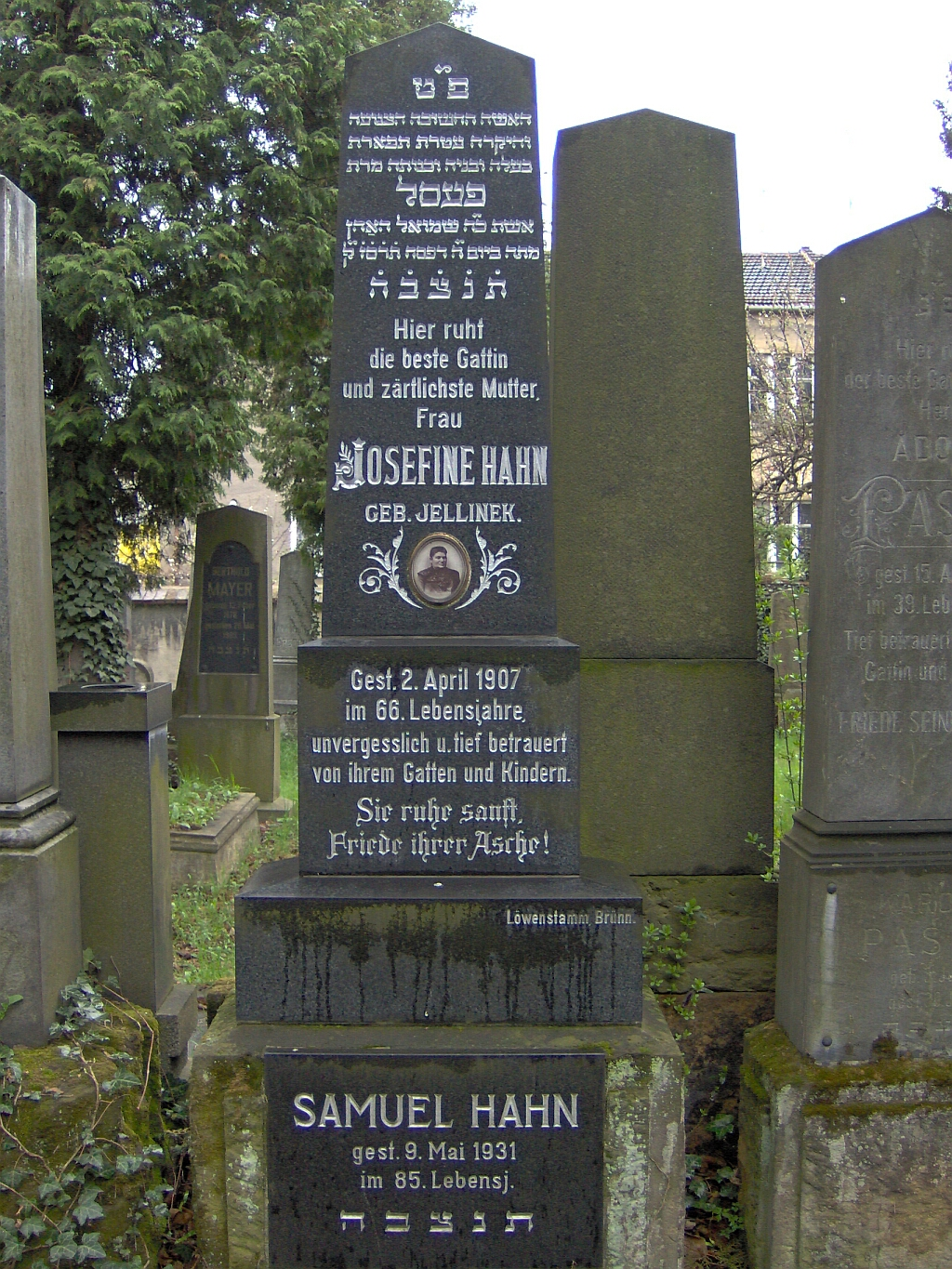
Grabstein mit Signatur „Löwenstamm Brünn“ auf dem jüdischen Friedhof in Brünn

Löwenstamm & Spitz war eine Werkstatt für Steinmetzarbeiten in Brünn.

## Geschichte
Die jüdische Steinmetzwerkstatt Löwenstamm & Spitz entstand durch den Zusammenschluss zweier Steinmetzunternehmen, der Werkstatt der Gebrüder Julius (1864–1939) und Salomon (1868–1933) Löwenstamm mit der Werkstatt von Jakob Spitz (1860–1933). 
Die Gebrüder Löwenstamm waren zunächst in ihrem Geburtsort Třebíč tätig und gründeten später eine Werkstatt in Brünn, wo sie in der Křenova-Straße 73 die Betriebsstätte von Friedenthal gekauft hatten. 
Jakob  Spitz aus Ivanovice  na  Hané war Inhaber einer Werkstatt in Brünn, die sich in der  
Křenova-Straße 55 befand. 
Durch den Zusammenschluss entstand im Jahr 1912 einer der größten Steinmetzbetriebe in Mähren. Das Unternehmen fertigte Grabsteine für viele jüdische Friedhöfe der Region, wie z. B. für den jüdischen Friedhof in Boskovice.
Die Firma existierte bis 1939. Ihre Tätigkeit erlosch infolge der Machtübernahme durch das Deutsche Reich und der Verfolgung und Diskriminierung jüdischer Bürger (siehe: Protektorat Böhmen und Mähren).
Auf dem jüdischen Friedhof in Brünn finden sich auf vielen Grabsteinen die Signaturen von Jakob Spitz und den Gebrüdern Löwenstamm. Nach der Fusion wurden die Grabsteine mit „Löwenstamm & Spitz“ signiert.
Julius und Salomon Löwenstein wurden, wie auch Jakob Spitz, auf dem jüdischen Friedhof in Brünn bestattet. 
Auch Emmerich Spitz, der die Firma nach dem Tod von Jakob Spitz vertrat, liegt hier begraben.